# فینال لیگ قهرمانان اروپا ۲۰۰۶
فینال لیگ قهرمانان اروپا ۲۰۰۶، رقابت پایانی لیگ قهرمانان اروپا در فصل ۰۶–۲۰۰۵ میلادی است که مابین دو تیم باشگاه فوتبال بارسلونا و باشگاه فوتبال آرسنال در ورزشگاه استاد دو فرانس، سن-دنی برگزار شده‌است.
آرسنال در ۱۷ مه ۲۰۰۶ در پاریس برابر بارسلونا اسپانیا صف آرایی کرد. برای اولین بار در تاریخ باشگاه آرسنال، این تیم به فینال لیگ قهرمانان اروپا رسید و با شکست ۲-۱ در برابر بارسلونا به رتبه دوم دست یافت. در آن بازی ینس لمان دروازبان آرسنال از زمین اخراج شد و مانوئل آلمونیا جانشین وی شد. بارسلونا برای پنجمین بار بود که فینال لیگ قهرمانان را تجربه می‌کرد. در چهار فینالی که بارسلونا تجربه آن را داشت، یک بار در سال ۱٩٩۲ قهرمان شده بود و هر سه بار دیگر را باخته بود. بعد از مرحله گروهی بارسلونا با پیروزی بر چلسی، بنفیکا و میلان به فینال رسیده بود و آرسنال بدون گل خورده توانسته بود از یوونتوس، رئال مادرید و ویارئال بگذرد. ۷٩,۶۱۰ نفر تماشاگر این بازی بودند. نخست سول کمپل در ۳۷ دقیقه برای آرسنال گلزنی کرد و پس از اخراج لمان، ساموئل اتوئو و بلتی در دقایق ۷۶ و ۸۱ در نیمه دوم برای بارسلونا گلزنی کردند بازی با نتیجه ۲-۱ به سود بارسلونا به پایان رسید. بنابراین بارسلونا بعد از ۱۴ سال توانست دومین قهرمانی خود در لیگ قهرمانان اروپا را بدست آورد. ساموئل اتوئو بهترین بازیکن میدان معرفی شد.